# MACD

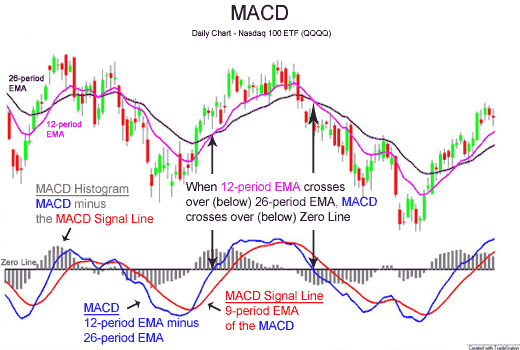
Exemple de représentation de la MACD(12,26,9) (moitié basse) sur le cours historique d'une action (moitié haute). La ligne bleue est la ligne de MACD rapide (indicateur des oscillations des moyennes mobiles exponentielles à 12 et 26 périodes). La ligne rouge en bas est la ligne de signal (moyenne mobile exponentielle à 9 périodes de la ligne MACD rapide). L'histogramme du bas représente la divergence, c'est-à-dire la différence entre les lignes bleue et rouge.

La MACD (sigle anglais signifiant moving Average convergence divergence, ou convergence et divergence des moyennes mobiles) est un indicateur boursier qui participe de l'analyse technique et qui consiste en l’étude des graphiques de cours dans le but d'identifier les tendances et d'anticiper l'évolution des marchés.

## Enjeux de la MACD
La MACD représente l'écart des moyennes mobiles aux cours, et sa courbe se trace sur le graphique de l'évolution du cours - en se fixant une ligne zéro de la MACD. Développée par Gerald Appel, elle se calcule instantanément par la différence entre une moyenne mobile exponentielle de long terme et une moyenne mobile exponentielle de court terme (communément 26 et 12 périodes). Cette première courbe, qui est donc un simple oscillateur de moyennes mobiles exponentielles, est appelée ligne de MACD rapide, puis on ajoute sur le même graphique une seconde courbe appelée ligne de signal représentant une moyenne mobile exponentielle de période 9 de la première courbe. 
La succession de croisements et donc de convergences-divergences des moyennes mobiles entre elles a donné le nom de cet oscillateur : moving average convergence divergence.

## Interprétation
L'analyse de la MACD permet d'anticiper techniquement l'évolution des marchés. Ainsi, il est préconisé d'acheter lorsque la courbe de MACD rapide coupe à la hausse la ligne de signal lente, en effet, les croisements identifient les changements dans l'équilibre des pouvoirs entre haussiers et baissiers. À l'inverse, le franchissement à la baisse de la courbe de signal lente par celle de la MACD rapide est un signal de vente.
Cet indicateur boursier est fréquemment utilisé par les analystes car il donne de manière dynamique des signaux de tendance des cours, et ce de manière plus réactive que d'autres méthodes utilisant par exemple le croisement de deux moyennes mobiles (typiquement à 20 et 50 jours). Évidemment, la MACD (qui ne saurait être la panacée) n'est véritablement adaptée qu'à des investissements à court terme (trading à la journée), et se doit d'être complétée par d'autres analyses, notamment de type fondamental.
Il peut être nécessaire de corréler les signaux du MACD avec celui d'indicateurs de puissances comme le RSI. Aujourd'hui, le MACD dispose de nombreuses variantes destinées à affiner les divergences et convergences des deux moyennes mobiles comme c'est le cas du "MACD zéro lag"[réf. nécessaire].